# Grafiksoftware
Grafiksoftware (oder auch Grafikprogramm) ist der Oberbegriff für Software (Computerprogramme), die im Grafikbereich zur Erstellung (Gestaltung) oder Bearbeitung (Veränderung) von Bildern, Zeichnungen und grafischen Elementen auf dem Rechner unter Kontrolle über den Bildschirm eingesetzt wird oder für ähnliche Funktionen dient. Hierzu gehören beispielsweise Bildbearbeitungsprogramme (Bildeditor), Malprogramme und Zeichenprogramme bzw. Vektorgrafikprogramme (Zeichnungseditor).

## Spezialisierungen
Man unterscheidet zwei Arten von Computergrafiken: Vektor- und Rastergrafiken. Vektorgrafiken beschreiben Figuren als Verbindung unterschiedlicher Primitive, die mit Hilfe der algebraischen Geometrie deskribiert werden. Aufgrund dessen hat ihre Vergrößerung keine Qualitätsverluste zur Folge. Mit Hilfe dieses Prinzips werden u. a. Unterschriften und geometrischen Figuren digital gesichert; Rastergrafiken setzen sich aus Bildpunkten zusammen. Aufgrund dessen lässt sich die Dateigröße in einer mit einem Qualitätsverlust verbundenen Kompression verringern. Mit Hilfe dieses Prinzips werden u. a. Photographien digital gesichert. Aufgrund ihrer sich grundlegend unterscheidenden Ansätze haben sich viele Programme auf eines der beiden Speicherungsverfahren spezialisiert (z. B. GIMP auf Rastergraphik und Inkscape auf Vektorgraphik).

## Bildbearbeitungsprogramme
Bildbearbeitungsprogramme spezialisieren sich auf Rastergrafiken (auch Pixel-Grafiken oder Bitmap-Grafiken genannt) und dienen der Erstellung, Verbesserung, Veränderung und Manipulation digitaler Bilder. Bildbearbeitungsprogramme werden hauptsächlich zur Beseitigung von Fehlern, welche bei der Bilderfassung entstanden sind, und zur Bildkomposition eingesetzt. Teilweise dienen sie auch als Malprogramme.
| - ACDSee - Adobe Photoshop - Adobe Photoshop Elements - Affinity Photo - CinePaint - Corel PaintShop Pro - Corel Photo-Paint - FastStone Image Viewer | - FixFoto - FotoWorks XL - GIMP (Open-Source) - IrfanView (Freeware) - Krita - KolourPaint - Luminar Neo - Microsoft Paint - PhotoLine - PicMaster | - Paint.NET - Pinta - PhotoFiltre - PhotoWorks - Pixelmator - SilverFast - XnView - XPaint - Zoner Photo Studio |

Online-Bildbearbeitungsprogramme sind zum Beispiel Pixlr, Snipshot, Pixenate und Aviary Phoenix.

## Malprogramme
Für Digitales Malen stehen Programme mit spezialisierten Funktionen für genau diesen Zweck zur Verfügung. Mit einem Malprogramm (genannt auch bildpunktorientiertes Grafikprogramm, pixelortientiertes Grafikprogramm und Bitmap-orientiertes Grafikprogramm) wird eine aus einzelnen Bildpunkten aufgebaute Grafik erzeugt („gemalt“). Malprogramme eignen sich besonders für die maltechnische Umsetzung von Bitmapvorlagen und besitzen eine Vielzahl von künstlerischen Funktionen.
Vorwiegend werden die Daten über ein sog. Grafiktablett und ein Eingabestift eingegeben.
Beispiele für Malprogramme:
| - Corel Painter - Krita - MacPaint - MyPaint | - OpenCanvas - Paint Tool SAI - Procreate - Sketchbook |

Online-Malprogramme sind zum Beispiel Paint chat und Oekaki.

## Vektorgrafikprogramme
Ein Vektorgrafikprogramm (bzw. Vektorgrafik-Programm), vektororientiertes Grafikprogramm, objektorientiertes Grafikprogramm oder Zeichenprogramm dient als Computerprogramm der Erstellung von geometrischen Objekten (mathematisch beschreibbare Zeichnungen oder Illustrationen) als objektorientierte Vektorgrafik, die sich abspeichern lässt. Hierzu bieten Vektorgrafikprogramme einerseits Funktionen zum Erstellen einfacher geometrischer Formen wie Rechtecke, Kreise oder Linien an, aber auch umfangreichere Funktionen zum Erstellen komplexerer Formen sowie von Farbverläufen und Transparenzeffekten. Im Gegensatz zu Bildbearbeitungs- oder Malprogrammen werden die Objekte innerhalb einer Zeichnung nicht in Form von Pixeln gespeichert, sondern als Vektoren. Daher lassen sich Vektorgrafiken auch beliebig vergrößern, verkleinern oder drehen, ohne dabei Qualitätsverluste hinnehmen zu müssen. Bei Rastergrafiken hingegen sieht man bei übermäßiger Skalierung die Pixel; zudem werden teilweise Artefakte und ähnliche Bildfehler sichtbar. Ein typisches Beispiel für eine Vektorzeichnung ist ein Clipart.
| - Adobe Illustrator (Win, OS X) - Affinity Designer (Win, OS X) - Apache OpenOffice Draw (Win, OS X, Linux) - Autodesk Graphic (früher: iDraw – OS X) - Colibrico Design Studio (Win) | - CorelDRAW (Win, OS X) - FreeHand (Win, OS X) - Inkscape (Win, OS X, Linux) - Karbon (Linux) - PhotoLine (Win, OS X) | - LibreOffice Draw (Win, OS X, Linux) - sK1 (Win, Linux) Skencil-Nachfolger - Synfig (Win, OS X, Linux) - Xara Designer Pro (Win) - Xfig (Linux) |

## Vektorisierungsprogramme
Pixelbilder lassen sich durch Vektorisierungsprogramme in Vektoren umwandeln und als solche weiter bearbeiten. Verschiedene Grautonstufen der Bildvorlage werden in Flächen zerlegt.
| - Adobe Streamline, Streamline-Funktionen in Adobe Illustrator ab Version CS integriert - Corel Trace - Potrace, in Inkscape ab Version 0.45 integriert | - Xara Xtreme, „Bitmap Tracer“ - Inkscape, Potrace integriert - vector magic - UniConvertor (Vektor zu Vektor, auch Tool für Inkscape) |

## Layoutprogramme
Im Desktop-Publishing-Bereich gibt es DTP-Programme zur Erstellung von Layouts. Diese Programme werden vorwiegend für die Herstellung mehrseitiger, großer Dokumente verwendet. Produkte zum Beispiel Bücher, Zeitungen, Zeitschriften, Kataloge und Prospekte.
| - Adobe InDesign - Adobe Framemaker - Affinity Publisher | - Calamus - iCalamus - Microsoft Publisher | - QuarkXPress - RagTime - Scribus |

## Hilfsmittel und Software für Computergrafiker
Zur Grafiksoftware gehören neben den Bildbearbeitungs- und Vektorgrafik-Programmen zahlreiche andere nützliche Programme, die als Hilfsmittel dienen oder in verschiedenen Branchen mit unterschiedlicher Aufgabenstellung verwendet werden. Die Funktionen dieser Hilfs- oder Zusatzprogramme überschneiden sich teilweise mit denen der Bildbearbeitungs- und Vektorgrafikprogramme oder ergänzen diese. Einige der Zusatzprogramme werden sowohl als Plug-in, z. B. für Adobe Photoshop als auch als Standalone-Version angeboten.

### Bilder, Bildbetrachter, Bilderverwaltung, Bildersuchmaschine und Bildershows
Bilder spielen im Grafikbereich eine wichtige Rolle; sie können bearbeitet, verwaltet oder anderweitig verwendet werden, wobei urheberrechtliche Bestimmungen einzuhalten sind. Zahlreiche Bilder finden sich in sogenannten Fotocommunities, wie Fotocommunity.de, Foto-Sharing-Webseiten, Webgalerien und Bilddatenbanken, wie Wikimedia Commons, Flickr, Photobucket.com und fotocommunity.de. Zum schnellen Ansehen von Bildern oder für kleinere Bildmanipulationen gibt es sogenannte Bildbetrachter. Weiterhin können Bilder mit einer Bilderverwaltungssoftware verwaltet, beschriftet und sortiert werden. Daneben gibt es noch Bildershow-Programme, mit ihnen lassen sich Bilder mit Effekten, wie zum Beispiel Überblendungen, aber auch mit Musik und Texten versehen und anschließend auf ein Medium (z. B. DVD, USB-Stick) brennen. Das Ergebnis lässt sich dann mit Hilfe eines DVD-Players am Fernsehgerät betrachten. Mit einer Bildersuchmaschine lassen sich Bilder mittels Eingabe eines Stichwortes im Internet suchen. Mit Screenshot-Programmen können Bilder vom PC-Bildschirm oder einem Ausschnitt desselben gemacht werden. Ein Digitaler Bilderrahmen dient der Präsentation von Bildern.

### Grafikpakete
Grafikpakete (englisch: graphics suite) sind Pakete mehrerer Programme, die als Ganzes verkauft werden. Bekannte Grafikpakete sind zum Beispiel Adobe Creative Suite, CorelDraw Graphics Suite und Microsoft Expression.

### Grafikfilter
Ein wichtiger Aspekt von Bildbearbeitungsprogrammen ist die Erweiterungsmöglichkeit von Funktionalitäten mit sogenannten Plug-ins. So lassen sich zusätzliche Grafikfilter einbauen, die dann im Programmmenü aufgerufen werden können. Mit diesen Filtern lassen sich dann am Bild bestimmte Effekte erzielen, zum Beispiel Verfremdungen.

### Icon-Editoren
Iconerstellungsprogramme (auch Icon-Editoren genannt) dienen zum Erstellen und Bearbeiten von Icons.
| - Axialis IconWorkshop - Colibrico Design Studio - IconCool Studio - IcoFX | - ArtIcons Standard - IconForever - Perfect Icon - IconoMaker |

### HDR-Software

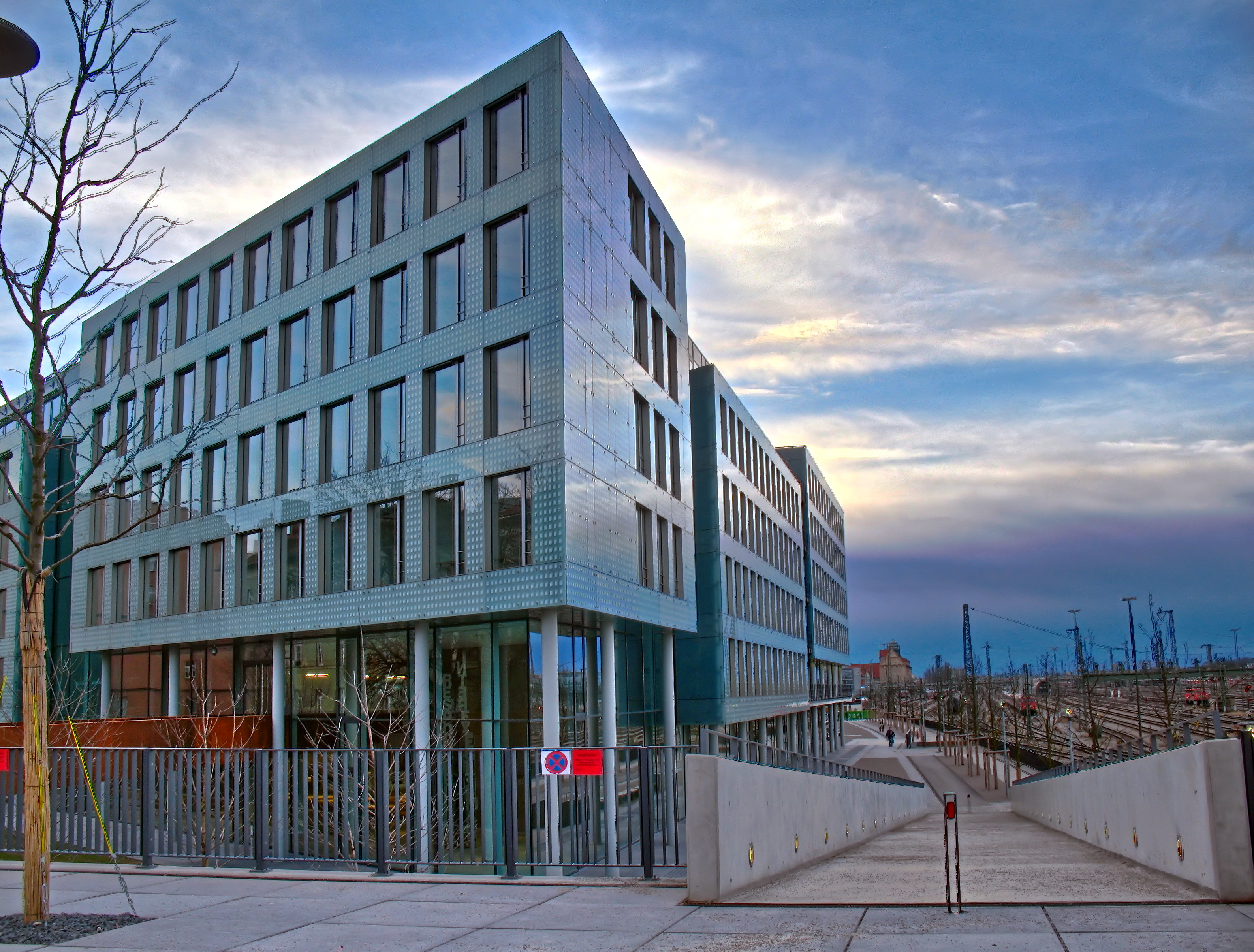
HDR-Aufnahme

Zu den im Bereich des High Dynamic Range Imaging/Hochkontrastbearbeitung verwendeten Programmen zählen:
- Adobe Lightroom – Windows & Mac
- Adobe Photoshop – Windows & Mac
- Affinity Photo – Windows, Mac, iPad
- easyHDR
- FDRTools
- DXO Google NIK HDR Efex
- Luminance HDR
- Oloneo HDRengine – Windows
- Oloneo PhotoEngine – Windows
- Photomatix
- Picturenaut
- SilverFast HDR
- Skylum Aurora HDR – Windows & Mac
- HDR projects
- HDR Shop
- SNS-HDR
- Darktable

### RAW-Software
Leistungsfähige Kameras wie z. B. digitale Spiegelreflexkameras können Bilder im Rohdatenformat RAW speichern, das deutlich mehr der ursprünglichen Sensorinformationen enthält als das JPG-Format der üblicherweise bereits von der Kamerasoftware interpretierten und verarbeiteten Bilddateien. Mit einer RAW-Software können diese Bilder verlustlos bearbeitet und korrigiert werden.
| - ACDSee – Windows & Mac - Adobe Lightroom – Windows & Mac - Adobe Photoshop – Windows & Mac - Aperture – Mac - Bibble 5 Pro – Windows & Mac & Linux - Darktable – Windows & Mac & Linux - digikam – Windows & Mac & Linux | - GIMP – Windows, Linux und Mac - HDR projects – Windows & Mac - Phase One Capture One Pro 6 – Windows & Mac - RawTherapee – Windows & Linux - SILKYPIX Developer Studio – Windows & Mac - SilverFast DCPro, SilverFast HDR – Windows & Mac - UFRaw – Mac & Linux |

### Stitching-Software

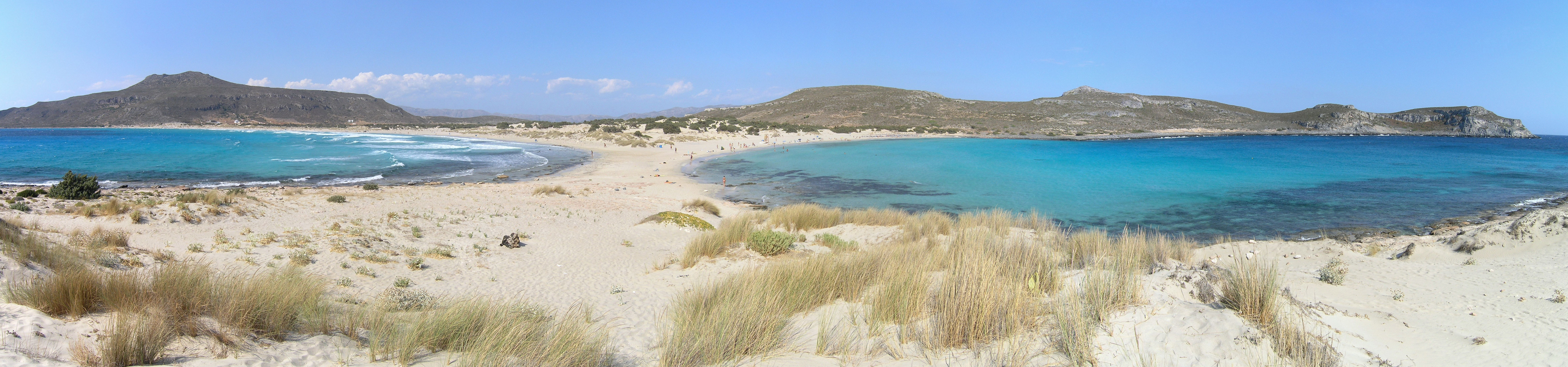
Panoramabild einer Landschaft, zusammengesetzt aus 10 Einzelaufnahmen

Stitching-Software (auch Panorama-Software genannt) dient zum Erstellen von Panoramabildern. Mehrere einzelne Bilder werden dabei von der Software zu einem Panoramabild zusammengefügt.

### Weitere Hilfs- und Zusatzprogramme zur Bildbearbeitung
- Unschärfe-Reduktionsprogramme
- Bildschutzprogramme, die ein Wasserzeichen in das Foto oder in die Grafik einfügen
- Dateiverkleinerungsprogramme, die die Dateigröße auf ein vorher eingestelltes Maß reduzieren
- Rauschreduktionsprogramme
- Programme zur Korrektur von geometrischen Verzerrungen, die durch das Kamera-Objektiv oder den Aufnahmestandpunkt („stürzende Linien“) verursacht wurden
- Programme zur Änderung der Exif-Daten

### 3D-Programme/CAD-Programme
Im 3D-Computergrafik-Bereich dient 3D-Grafiksoftware dazu, Objekte im dreidimensionalen Raum zu modellieren und anschließend zu rendern. Zweck ist die Erzeugung von Computergrafiken bzw. Computeranimationen. Weiterhin gibt es CAD-Programme zur Erstellung und Konstruktion von technischen Zeichnungen, zum Beispiel für die Architektur.

### Visualisierung
Zur Visualisierung von Unternehmensdaten in Form von Diagrammen (zum Beispiel Gantt-Diagramme, Fluss-Diagramme) oder Netzplänen dienen Visualisierungsprogramme. 

### Webpublishing
Für die Gestaltung und Erstellung von Webseiten können textbasierte HTML-Editoren oder grafische WYSIWYG-Programme eingesetzt werden. 

### Fraktale
Interessant für die Arbeit von Computergrafikern sind Fraktalgeneratoren zur Erzeugung von Fraktalen.
- Fractint
- Electric Sheep
- Fractalizer

### Spezielle Eingabegeräte
Grafikprogramme können mit Hilfe der Maus und/oder spezieller Eingabegeräte bedient werden:
- Für genaues Arbeiten ist ein Grafiktablett empfehlenswert, das mit einer Sensoroberfläche genau auf darauf ausgeführte Stiftbewegungen und den ausgeübten Druck reagiert und diese Informationen an das Programm weiterleitet. Dadurch sind fließende Striche und auch feine verlaufende Lasuren möglich. Grafiktabletts können u. a. für das Digitale Malen oder Zeichnen, aber auch für Texte eingesetzt werden, wobei es auch Eingabestifte gibt.
- Tablet PCs erlauben mit ihrem Touchscreen ein direktes Malen/Zeichnen auf der Zeichenoberfläche der Grafikprogramme.